# Civens
Civens – miejscowość i gmina we Francji, w regionie Owernia-Rodan-Alpy, w departamencie Loara.
Według danych na rok 1990 gminę zamieszkiwało 1007 osób, a gęstość zaludnienia wynosiła 77 osób/km² (wśród 2880 gmin regionu Rodan-Alpy Civens plasuje się na 778. miejscu pod względem liczby ludności, natomiast pod względem powierzchni na miejscu 902.).